# Bichkek
 (août 2011).
Si vous disposez d'ouvrages ou d'articles de référence ou si vous connaissez des sites web de qualité traitant du thème abordé ici, merci de compléter l'article en donnant les références utiles à sa vérifiabilité et en les liant à la section « Notes et références ».
Bichkek (en kirghize : Бишкек, de 1926 à 1992 Frounzé) est la capitale et la principale ville du Kirghizistan. Fondée en 1878 comme forteresse russe. Sa population était estimée à 937 400 habitants en 2015.

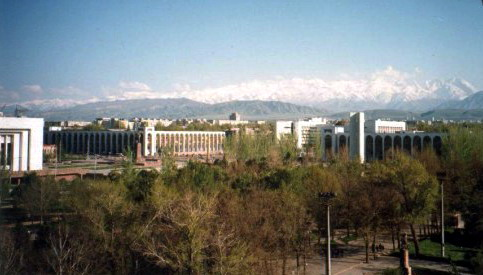
Panorama de Bichkek.

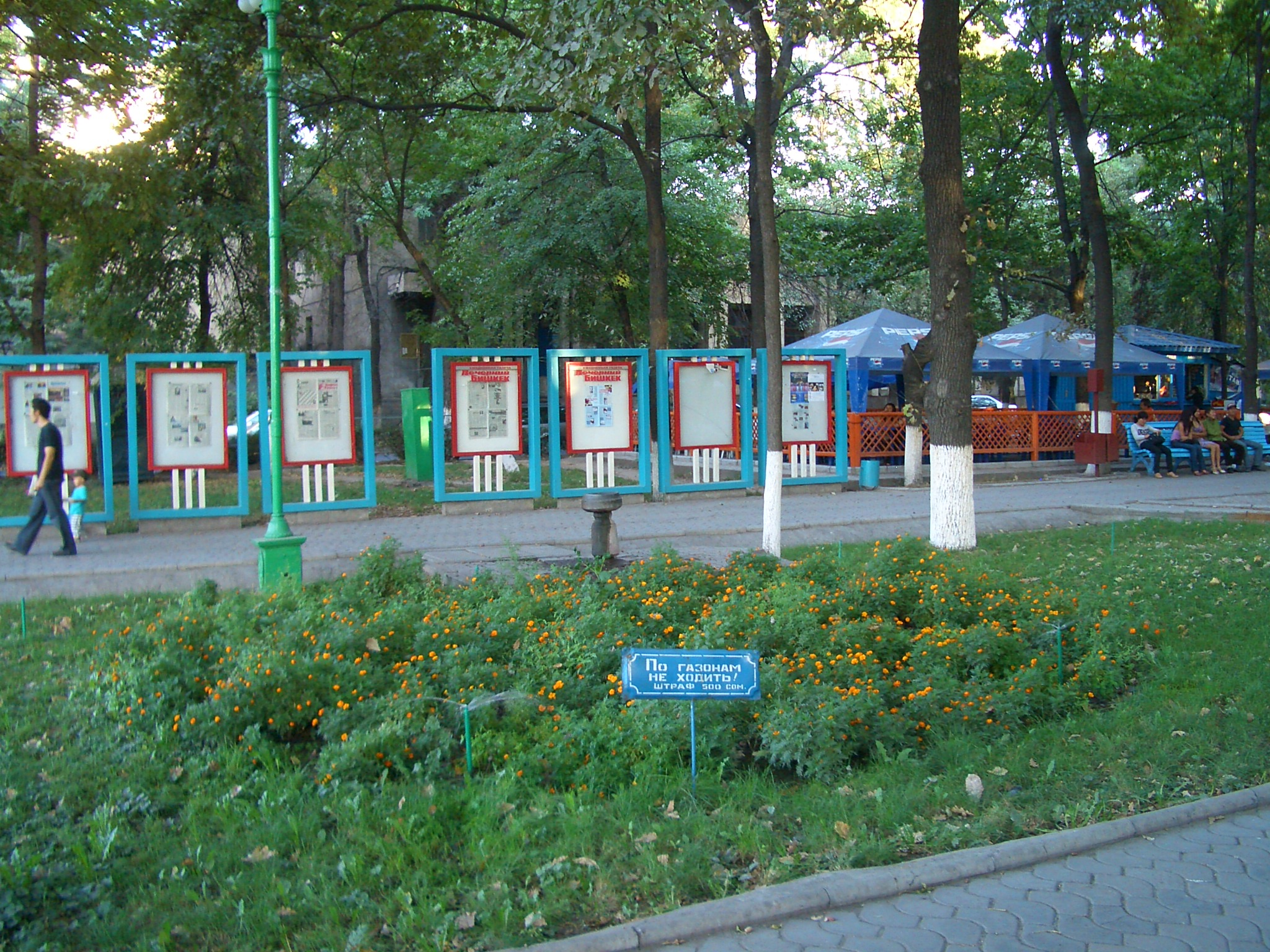
Journaux affichés boulevard Erkindik.

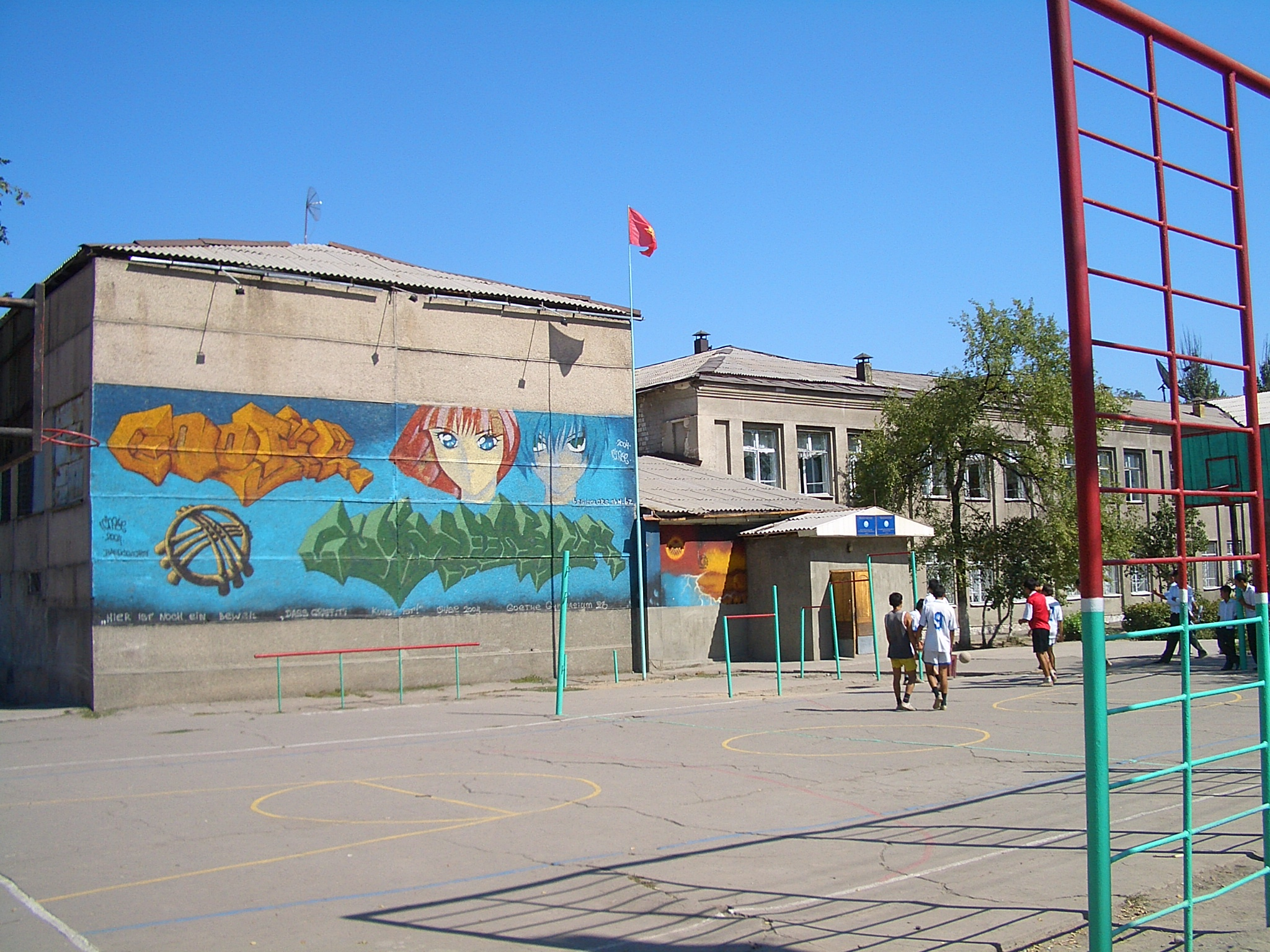
Une école de Bichkek.

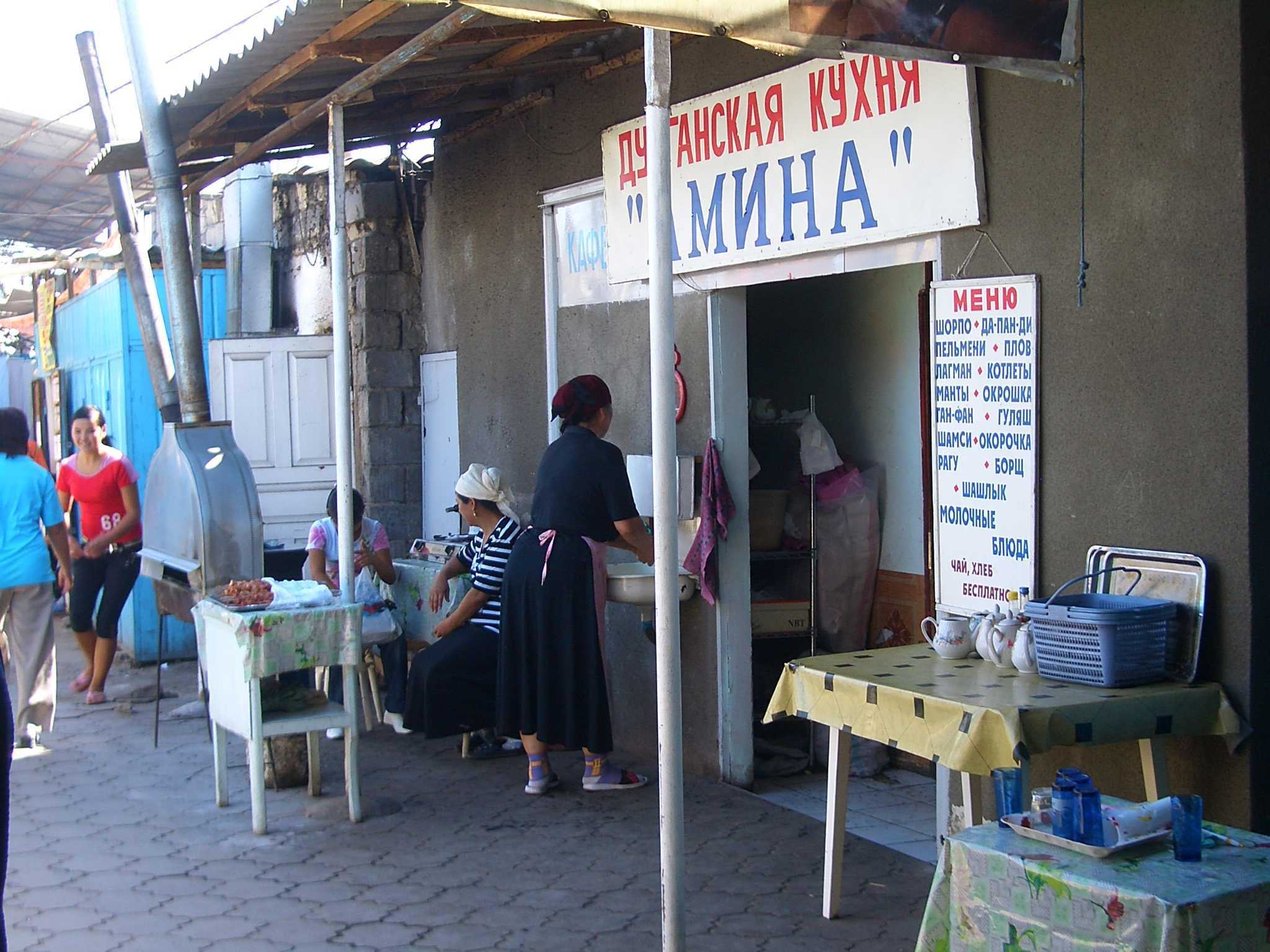
Un des nombreux restaurants dounganes de la ville.

## Géographie
Bichkek, située à 42°52' de latitude Nord, latitude comparable à celle de villes comme Rome en Italie ou Tbilissi en Géorgie, et 74°34' de longitude Est, est à une altitude d'environ 800 m juste dans le Nord d'Ala-Too (en), le prolongement de la chaîne de montagne de Tien Shan, qui monte jusqu'à 7 000 m. Le Nord de la ville, une steppe fertile, s'étend jusqu'au Kazakhstan voisin. Le fleuve Tchou arrose la majeure partie du secteur. Bichkek est située sur la voie de chemin de fer reliant l'Asie centrale à la Sibérie et rejoignant le Transsibérien à Novossibirsk. 
Bichkek est une ville composée de larges boulevards et de bâtiments publics en marbre côtoyant les blocs d'habitations de l'ère soviétique, autour de la place centrale Ala-Too. Les rues, structurées tel un quadrillage, sont bordées des deux côtés de canaux étroits d'irrigation arrosant d'innombrables arbres fournissant de l'ombre sous la chaleur de l'été.

## Toponymie
La ville a porté entre 1926 et 1992 le nom de Frounzé, en l'honneur du dirigeant soviétique Mikhaïl Frounzé.

## Histoire

### Archéologie
Les fouilles archéologiques ont exhumé de la partie nord-est de la ville, près de la station hydroélectrique d'Alamedin, des outils en pierre, des sépultures avec des poteries, armes et bijoux datant des Ve et IVe millénaire av. J.-C. Dans cette même zone a été retrouvé un habitat des premiers siècles de notre ère, qui faisait office de lieu de repos pour caravane (probablement fondé par les Sogdiens) sur l'une des voies de la route de la soie traversant le Tien Shan.

### Moyen Âge
La zone a été peuplée du VIIIe au XIIIe siècle, comme l'attestent les ruines des colonies de Novopokrovskij, Čemučskij, Sokuluk et de Karažigač. Dans cette dernière a été retrouvé un cimetière nestorien. Deux fortifications se trouvaient à cette époque sur le site, la forteresse du forgeron et les fortifications de Teköldöš. Après l'invasion mongole, la population a décru avant de reprendre un certain essor, qui s'est poursuivi jusqu'au XVe siècle. Après quoi, la zone a été abandonnée.

### Khanat de Kokand
Au XIXe siècle, la forteresse de Pichpek a été construite sur la rive gauche de l'Alamedine, qui servit de poste militaire pour le khanat de Kokand à l'entrée de la vallée du Tchouï. Cette forteresse abritait une garnison permanente d'environ 700 soldats, accompagnés des autorités administratives, fiscales et judiciaires pour le nord du Kirghizistan. Autour de cette forteresse se développa une colonie, avec des marchands d'autres régions d'Asie centrale. 

### Empire russe
En 1862, le fort fut conquis et rasé quand la Russie tsariste annexa le secteur. Le site accueillit une garnison russe et fut reconstruit puis appelé Pichpek à partir de 1877 par le gouvernement russe, qui encouragea l'installation de paysans russes en leur donnant des terres noires et fertiles.

### Kirghizistan indépendant
Le nom de Bichkek est adopté sur décision du parlement en 1992, après la dislocation de l'Union soviétique et l'accession du Kirghizistan au rang d'État souverain. La capitale est le théâtre de tensions pendant la révolution des Tulipes, la révolution de 2010 et les troubles de 2020.

## Population

### Démographie
La forte croissance de la population de la ville, qui démarre dans les années 1930, n'a pas été interrompue par la dislocation de l'Union soviétique. La capitale du Kirghizistan indépendant a, au contraire, maintenu un rythme de croissance très soutenu, malgré le départ d'une partie de ses populations russe et ukrainienne.
Recensements (*) ou estimations de la population :
| 1897*   | 1926*   | 1939*   | 1959*   | 1970*   |
| ------- | ------- | ------- | ------- | ------- |
| 7 000   | 37 000  | 93 000  | 223 831 | 430 618 |
| 1979*   | 1989*   | 1999*   | 2009*   | 2012    |
| 532 931 | 616 312 | 750 327 | 821 915 | 874 400 |

### Composition ethnique
La ville de Bichkek est multiethnique, mais la part des différentes ethnies dans sa population a profondément évolué depuis l'indépendance du Kirghizistan, proclamée le 31 août 1991. Les Russes, qui constituaient l'ethnie majoritaire, ont vu leurs effectifs décroître car beaucoup d'entre eux ont émigré en Russie, tandis que les Kirghizes ont vu leur effectif fortement augmenter et sont devenus l'ethnie prédominante.
|            | Recensement de 1970 | Recensement de 1999 |
| ---------- | ------------------- | ------------------- |
| Russes     | 285 000 = 66,1 %    | 253 000 = 33,2 %    |
| Kirghizes  | 53 000 = 12,3 %     | 397 000 = 52,1 %    |
| Ukrainiens | 27 000 = 6,2 %      | 16 000 = 2,1 %      |
| Tatars     | 14 000 = 3,2 %      | 16 000 = 2,1 %      |
| Ouïghours  | 7 000 = 1,6 %       | 13 000 = 1,7 %      |
| Ouzbeks    | 6 000 = 1,5 %       | 13 000 = 1,7 %      |
| Autres     | 40 000 = 16 %       | 54 000 = 7,1 %      |

## Climat
Suivant la classification de Köppen, le climat de Bichkek appartient au type DSa : tempéré froid, de steppe, étés chauds. La neige recouvre le sol 71 jours par an en moyenne. La hauteur de neige peut atteindre 36 cm au milieu de l'hiver. Les précipitations sont assez abondantes au printemps et en automne alors que l'été est caractérisé par un déficit pluviométrique et des températures élevées.
- Température record la plus froide : −34 °C (décembre 1951)
- Température record la plus chaude : +42,8 °C (juillet 1983)
- Nombre moyen de jours avec de la neige dans l'année : 40
- Nombre moyen de jours de pluie dans l'année : 83
- Nombre moyen de jours avec de l'orage dans l'année : 20

| Mois                                  | jan.       | fév.      | mars       | avril      | mai       | juin      | jui.      | août      | sep.      | oct.       | nov.       | déc.       | année     |
| ------------------------------------- | ---------- | --------- | ---------- | ---------- | --------- | --------- | --------- | --------- | --------- | ---------- | ---------- | ---------- | --------- |
| Température minimale moyenne (°C)     | −7,1       | −4,9      | 1          | 6,9        | 11,2      | 16,1      | 18,4      | 16,9      | 11,7      | 5,6        | −0,5       | −5,2       | 5,8       |
| Température moyenne (°C)              | −2,7       | −0,5      | 6,2        | 12,8       | 17,8      | 22,9      | 25,5      | 24,2      | 18,7      | 11,6       | 4,2        | −1,1       | 11,6      |
| Température maximale moyenne (°C)     | 2,9        | 5,1       | 12,1       | 18,7       | 24,1      | 29,5      | 32,4      | 31,4      | 25,6      | 18,5       | 10,3       | 4,6        | 17,9      |
| Record de froid (°C) date du record   | −31,9 1969 | −34 1951  | −21,8 1951 | −12,3 1960 | −4 1985   | 3,9 1943  | 7,4 1936  | 5,1 1972  | −2,8 1944 | −11,2 1987 | −32,2 1952 | −29,1 1952 | −34 1951  |
| Record de chaleur (°C) date du record | 20 2021    | 25,4 2016 | 30,5 1971  | 34,7 1946  | 36,7 2018 | 40,9 2005 | 42,1 2015 | 39,7 2012 | 37,1 1998 | 34,2 2015  | 29,8 2017  | 23,3 1971  | 42,1 2015 |
| Ensoleillement (h)                    | 137        | 128       | 153        | 194        | 261       | 306       | 332       | 317       | 264       | 196        | 144        | 114        | 2 546     |
| Précipitations (mm)                   | 28         | 37        | 51         | 75         | 60        | 34        | 19        | 15        | 19        | 37         | 44         | 37         | 456       |
| dont neige (cm)                       | 5          | 3         | 1          | 0          | 0         | 0         | 0         | 0         | 0         | 0          | 1          | 3          | 13        |
| Nombre de jours avec précipitations   | 3          | 5         | 9          | 12         | 13        | 10        | 10        | 6         | 6         | 8          | 7          | 4          | 93        |
| Humidité relative (%)                 | 75         | 75        | 71         | 63         | 60        | 50        | 46        | 45        | 48        | 62         | 70         | 75         | 62        |
| Nombre de jours avec neige            | 9          | 9         | 5          | 2          | 0,3       | 0         | 0         | 0         | 0         | 1          | 4          | 7          | 37        |
| Nombre de jours d'orage               | 0          | 0         | 0,1        | 1          | 4         | 7         | 6         | 3         | 0         | 0,2        | 0          | 0          | 21        |
| Nombre de jours avec brouillard       | 6          | 6         | 2          | 0          | 0,2       | 0,2       | 0         | 0         | 0,1       | 1          | 3          | 6          | 25        |

| Diagramme climatique                                  |           |         |           |            |            |            |            |            |           |            |           |
| J                                                     | F         | M       | A         | M          | J          | J          | A          | S          | O         | N          | D         |
| 2,9−7,128                                             | 5,1−4,937 | 12,1151 | 18,76,975 | 24,111,260 | 29,516,134 | 32,418,419 | 31,416,915 | 25,611,719 | 18,55,637 | 10,3−0,544 | 4,6−5,237 |
| Moyennes : • Temp. maxi et mini °C • Précipitation mm |           |         |           |            |            |            |            |            |           |            |           |

## Éducation
- Université kirghize d'économie

## Transports
Bichkek possède un aéroport : l'aéroport international de Manas, situé à environ 25 km au nord-ouest de la ville. Les transports urbains : taxis, mini-bus, bus. Le covoiturage est devenu depuis peu d’actualité, notamment pour se rendre dans les villes ou villages éloignés de Bichkek.

## Religion
La mosquée centrale est la plus grande mosquée d’Asie centrale et du Kirghizistan.

## Dirigeants
| Nom                                | de              | à               |
| ---------------------------------- | --------------- | --------------- |
| Omourbek Abakirov                  | 1992            | 1993            |
| Jumabek Ibraimov                   | Janvier 1993    | Janvier 1995    |
| Boris Silaïev                      | 1995            | 1998            |
| Felix Koulov                       | Avril 1998      | Avril 1999      |
| Medetbek Kerimkoulov               | Avril 1999      | Mars 2005       |
| Ravchan Jenenbekov (intérim)       | 3 mars 2005     | 4 mars 2005     |
| Askar Salymbekov                   | 20 avril 2005   | 18 août 2005    |
| Arstanbek Nogoev                   | 18 août 2005    | 10 octobre 2007 |
| Daniyar Üsenov                     | 10 octobre 2007 | 7 juillet 2008  |
| Nariman Tüleyev                    | 7 juillet 2008  | 7 avril 2010    |
| Issa Omourkoulov (intérim)         | 7 avril 2010    | 4 décembre 2013 |
| Koubanytchbek Koulmatov            | 15 janvier 2014 | 9 février 2016  |
| Albek Ibraimïmov                   | 27 février 2016 | 19 juillet 2018 |
| Bakytbek Dyouchembiyev (intérim)   | 24 juillet 2018 | 8 août 2018     |
| Aziz Sourakmatov                   | 8 août 2018     | 20 octobre 2020 |
| Joochbek Koenaliev                 | 6 octobre 2020  | Non reconnu     |
| Almaz Baketaev                     | 6 octobre 2020  | Non reconnu     |
| Nariman Tüleyev (intérim)          | 20 octobre 2020 | 28 octobre 2020 |
| Balbak Toulobaïev (intérim)        | 28 octobre 2020 | 9 février 2021  |
| Ermek Nourgaziev (intérim)         | 9 février 2021  | 10 février 2021 |
| Baktybek Koudaïberguenov (intérim) | 10 février 2021 | 26 août 2021    |
| Aïbek Jounouchaliev                | 26 août 2021    | en fonction     |

## Personnalités de la ville
- Semyon Tchouikov (1902-1980), peintre né à Bichkek.
- Saybattal Mursalimov (1930-2014), cavalier soviétique de concours complet.
- Kanybek Osmonaliyev (1953-), haltérophile, champion olympique.
- Aleksandr Blinov (1954-2021), cavalier, champion olympique.
- Talant Douichebaïev (1968-), joueur puis entraîneur de handball.
- Valentina Shevchenko (1988-), combattante MMA (UFC Flyweight champion).

## Presse
Divers journaux ont leur siège à Bichkek :
- Bishkek Observer (en), hebdomadaire anglophone ;
- Vetchernï Bichkek, titre russe fondé en 1974 par la comité de la ville à l'ère communiste, aujourd'hui privé ;
- Slovo Kirghizistana (en), titre russe fondé en 1925 par le gouvernement, également à l'ère communiste ;
- The Times of Central Asia (en), titre anglophone.

La plus ancienne agence du pays, Kabar, a également son siège dans la ville.
C'est également le siège de Novastan, journal en ligne en français et en allemand sur l'Asie centrale.

## Jumelages
- Almaty (Kazakhstan)
- Ankara (Turquie)
- Astana (Kazakhstan)
- Colorado Springs (États-Unis) depuis 1994
- Izmir (Turquie)
- Meriden (États-Unis) depuis 2005
- Minsk (Biélorussie) depuis 2008
- Ürümqi (Chine)
- Samsun (Turquie)